# Kenny Lake
Kenny Lake is een plaats (census-designated place) in de Amerikaanse staat Alaska, en valt bestuurlijk gezien onder Valdez-Cordova Census Area.

## Demografie
Bij de volkstelling in 2000 werd het aantal inwoners vastgesteld op 410.

## Geografie
Volgens het United States Census Bureau beslaat de plaats een oppervlakte van
505,6 km², waarvan 505,0 km² land en 0,6 km² water.

## Plaatsen in de nabije omgeving
De onderstaande figuur toont nabijgelegen plaatsen in een straal van 48 km rond Kenny Lake.